# ماعون
سوره ماعون در مکه نازل شده و دارای ۷ آیه است. کلمه ماعون به معنی ظرف غذا است.

## نام‌ها
این سوره بنام سوره «دین» هم گفته شده‌است.

## نزول
این سوره بعد از سوره تکاثر و قبل از سوره فیل و در مکه در سال ۲ بعثت نازل شده‌است.
بعضی گفته‌اند این سوره دربارهٔ ابوسفیان (و کفار قریش) نازل شده که با وجود ثروت فراوان هنگامی که یتیمی آمد و تقاضای چیزی کرد او با عصایش بر او زد و او را دور کرد.

## محتوای سوره
در این سوره صفات و اعمال منکران قیامت که آنها به خاطر تکذیب این روز:
1. از «انفاق» در راه خدا سر باز می‌زنند
2. از کمک به «یتیمان» سرباز می‌زنند
3. از کمک به «مسکینان» سرباز می‌زنند
4. در مورد «نماز» مسامحه کار و ریاکارند
5. از کمک به «نیازمندان» روی می‌گردانند و صحبت می‌کند

## لغات سوره ماعون
ماعون:
این کلمه ریشه اش «معن» است و معنیش وسایلی است که همسایه‌ها از هم قرض می‌گیرند تا احتیاج و نیازشان برطرف شود مثلاً ظرف غذا و …
ساهون :
این کلمه ریشه اش «سهو» است به معنی غفلت حالا چه با تقصیر چه بی تقصیر و در سوره ماعون به معنی به فراموشی سپردن نماز و و کاهلی در آن وضایع کردن آن است.

## فضیلت سوره
- در حدیثی از محمد باقر آمده‌است که: هرکس این سوره را در نمازهای فریضه و نافله اش بخواند خداوند نماز و روزه او راقبول می‌کند، و او را در برابر کارهائی که در زندگی دنیا از او سر زده‌است مورد محاسبه قرار نمی‌دهد.